# Unije (Mali Lošinj)
Pour l’article homonyme, voir Unije.
Unije est une localité de Croatie située sur l'île d'Unije et dans la municipalité de Mali Lošinj, comitat de Primorje-Gorski Kotar. En 2001, la localité comptait 90 habitants.

## Démographie
| 1948 | 1953 | 1961 | 1971 | 1981 | 1991 | 2001 |
| ---- | ---- | ---- | ---- | ---- | ---- | ---- |
| 457  | 402  | 273  | 113  | 85   | 81   | 90   |